# Mártires de Cajonos
Los Mártires de Cajonos fueron Juan Bautista y Jacinto de los Ángeles (c. 1660-16 de septiembre de 1700) fueron católicos romanos mexicanos, de origen indígena zapoteca, provenientes de la sierra Norte de Oaxaca.

## Biografías
Juan Bautista nació alrededor de 1660. Se casó con Josefa de la Cruz y la pareja tuvo una hija llamada Rosa.
Jacinto de los Ángeles nació alrededor de 1660. Estaba casado con Petrona y la pareja tuvo dos hijos llamados Juan y Nicolasa. Descendía de una línea de importantes jefes tribales.
Tanto Juan Bautista como Jacinto de Los Ángeles, ambos nacidos en San Francisco Cajonos, eran indios zapotecas y catequistas.
Ambos recibieron instrucciones de proteger las prácticas morales en su ciudad y de garantizar que la fe estuviera salvaguardada frente a las creencias y prácticas paganas y tribales.

## Aprehensión y muerte
Durante la noche del 14 de septiembre de 1700 descubrieron un grupo de personas realizando un ritual pagano cerca del poblado San Francisco Cajonos, en Oaxaca. Al denunciarlos ante las autoridades y al decomisarles las ofrendas enardecieron a la multitud. Al día siguiente, el pueblo se amotinó, exigiendo la entrega de las ofrendas confiscadas y de los fiscales, quienes se refugiaron en un convento dominicano, y junto con las autoridades locales, se pasaron la tarde entre exigencias y negociaciones. Finalmente, ante las amenazas y el peligro crecientes de matar a todos e incendiar el convento, el capitán Pinelo decidió entregar a los fiscales, bajo promesa de respetar sus vidas.
Los padres del convento no aceptaron la entrega. Pero los fiscales se entregaron, aceptando la perspectiva de morir. Se confesaron y recibieron la Comunión, diciendo Juan Bautista: «Vamos a morir por la ley de Dios; como yo tengo a su Divina Majestad, no temo nada ni he de necesitar armas», y al verse en manos de sus verdugos dijo: «Aquí estoy, si me han de matar mañana, mátenme ahora». Fueron azotados en la picota de la plaza pública, y durante ese trance dijeron a los Padres, quienes observaban desde la ventana: «Padres, encomiéndenos a Dios». Y cuando los verdugos se burlaban de ellos, respondían con el silencio.
El día 16 los verdugos condujeron a Juan Bautista y a Jacinto al poblado de San Pedro, donde de nuevo fueron azotados y encarcelados. Cuando los verdugos invitaban a los fiscales a renegar de la fe católica para obtener el perdón, ellos contestaron: «Una vez que hemos profesado el Bautismo, continuaremos siempre a seguir la verdadera religión». Entonces les llevaron hasta el monte Xagacía, antiguamente llamado "De las hojas", donde amarrados los despeñaron, casi los degollaron y finalmente los mataron a machetazos. Luego les arrancaron los corazones y los echaron a los perros, quienes se negaron a comérselos. Los verdugos Nicolás Aquino y Francisco López bebieron sangre de los mártires, para recuperar ánimo y fortalecerse según costumbre de beber la sangre de los animales de caza y de los hombres valerosos. Los sepultaron en el mismo monte, desde entonces llamado "Monte Fiscales Santos".

## Beatificación
Sus restos fueron arrojados a una fosa, pero luego fueron recuperados y conservados en la iglesia de Villa Alta. En 1889 sus restos fueron entregados al arzobispo de Antequera de Oaxaca, quien los trasladó a la catedral arquidiocesana.
Ambos hombres fueron venerados mucho después de sus asesinatos y se introdujo una causa de beatificación. Posteriormente permaneció paralizada durante algún tiempo debido a la falta de interés, pero se reactivó a finales de los años 80 y principios de los 90. El 25 de enero de 1991, cuando la Congregación para las Causas de los Santos emitió el edicto nihil obstat (no hay objeciones) y tituló a Juan y Jacinto como Siervos de Dios. El proceso diocesano de investigación se inauguró un mes después, el 21 de febrero, y se cerró meses después, ese 12 de diciembre, antes de que la CCS validara el proceso en Roma el 20 de noviembre de 1992. Los principales funcionarios de la causa (la postulación) recopilaron y presentaron un dossier de Positio a la CCS para su evaluación en 1999 antes de que una junta de historiadores lo aprobara ese 7 de diciembre. El 22 de mayo de 2001, los teólogos confirmaron que los dos hombres habían sido asesinados "in odium fidei" (por odio a la fe), sentencia que también aceptó la CCS en su reunión del 11 de junio. El Papa Juan Pablo II aprobó la causa (y su beatificación) el 7 de julio.
Fueron beatificados por el Papa Juan Pablo II en su quinta y última visita a México en la Basílica de Guadalupe el 1 de agosto del 2002, y su fiesta se celebra el 18 de septiembre de cada año.